# Limos
Limos (em grego:  λιμός), na mitologia grega, era um daemon ou espírito que personificava a fome, sendo, pois, sua oposta a deusa dos alimentos, Deméter. Sua equivalente na mitologia romana é a deusa Fames.
Como outros terríveis daemones, Limos foi gerado por Éris (a discórdia) por si mesma, ainda que Homero, em sua Ilíada, o nomeia como filho de Zeus.
Teve papel de carrasco em alguns castigos que os deuses infligiram aos mortais, como Erisictão, que foi condenado a padecer sobre uma fome terrível por mais que comesse.
Limos se introduziu nas entranhas deste rei da Tessália por ordem de Deméter, que estava irritada porque Eresichtón havia destruído um de seus templos ancestrais para construir um salão de banquetes (outra versão afirma que o castigo veio por Eresichtón ter derrubado uma árvore, ou floresta sagrada da deusa). Até tal ponto chegou a desesperação de Eresichtón que acabou comendo-se a si mesmo.